# Pierre Odoux
Pierre Odoux est un homme politique français né le 12 mars 1871 à Palinges (Saône-et-Loire) et mort le 5 mai 1956 à Lyon (3e arrondissement).
Linotypiste, il milite à l'extrême gauche et adhère au parti ouvrier dès 1895 et passe au Parti socialiste unifié en 1905. Conseiller municipal et adjoint au maire de Lyon de 1919 à 1935, conseiller général de 1928 à 1934, il est député du Rhône de 1931 à 1932, inscrit au groupe SFIO.

## Sources
- « Pierre Odoux », dans le Dictionnaire des parlementaires français (1889-1940), sous la direction de Jean Jolly, PUF, 1960 [détail de l’édition]